# 21840 Ghoshchoudhury
21840 Ghoshchoudhury è un asteroide della fascia principale. Scoperto nel 1999, presenta un'orbita caratterizzata da un semiasse maggiore pari a 2,3195907 UA e da un'eccentricità di 0,1014149, inclinata di 7,42513° rispetto all'eclittica.